# Фрасибул Милетский
Фрасибул (др.-греч. Θρασύβουλος) — тиран Милета в VII—VI веках до н. э.

## Установление тирании
После отстранения о власти милетских царей из династии Нелеидов (вероятно, в конце VIII века до н. э.) высшими магистратами в городе стали пританы, по-видимому, находившиеся под контролем совета знати.
Приблизительно в конце VII века до н. э. аристократ Фрасибул, исполнявший должность притана, захватил верховную власть в Милете. Обстоятельства узурпации неизвестны, но предполагается, что он мог быть командующим в войне с лидийцами, которая, по Геродоту, длилась 12 лет, и использовал свои полномочия для совершения переворота.
По словам Аристотеля, тирания в Милете была установлена, потому что пританы располагали слишком большой властью. Гельмут Берве предполагает, что либо полномочия Фрасибула как притана были продлены в связи с войной, либо его назначили стратегом особым постановлением.

## Война с Лидией
Ему удалось заключить на приемлемых условиях мир и договор о дружбе и военном союзе с лидийским царем Алиаттом II, благодаря хитрой уловке, обманувшей вражеских послов, и помощи коринфского тирана Периандра. По словам Геродота, на 12-м году войны лидийцы, ежегодными вторжениями опустошавшие милетскую хору, случайно сожгли храм Афины Ассесии. За это святотатство царь Алиатт был наказан тяжелым недугом; в поисках средства излечения он направил посольство в Дельфы, и оракул ответил, что лидийцы должны восстановить храм богини.
Друг Фрасибула Периандр сообщил ему содержание оракула, и когда лидийский посол прибыл просить о перемирии, тиран приказал свезти на площадь все имевшиеся в городе запасы продовольствия, и устроить пир, чтобы убедить противников, будто в городе всего вдоволь. Лидийцы, надеявшиеся, что в результате регулярного уничтожения урожаев Милет рано или поздно капитулирует из-за голода, отчаялись добиться победы и заключили мир с Фрасибулом.
Об этой хитрости Фрасибула, к которой впоследствии неоднократно прибегали осажденные разных эпох и стран, рассказывают также Полиен и Фронтин.

## Притча о колосьях
В пятой книге «Истории» Геродот приводит знаменитый рассказ об ответе Фрасибула послу Периандра, спрашивавшего совета о лучшем способе управления.

Фрасибул же отправился с прибывшим от Периандра глашатаем за город и привел его на ниву. Проходя вместе с ним по полю, Фрасибул снова и снова переспрашивал о причине прибытия его из Коринфа. При этом тиран, видя возвышающиеся над другими колосья, все время обрывал их. Обрывая же колосья, он выбрасывал их, пока не уничтожил таким образом самую красивую и густую часть нивы. Так вот, проведя глашатая через поле и не дав никакого ответа, тиран отпустил его. По возвращении же глашатая в Коринф Периандр полюбопытствовал узнать ответ Фрасибула. А глашатай объявил, что не привез никакого ответа и удивляется, как это Периандр мог послать его за советом к такому безумному человеку, который опустошает собственную землю. Затем он рассказал, что видел у Фрасибула. Периандр же понял поступок Фрасибула, сообразив, что тот ему советует умертвить выдающихся граждан.— Геродот. V, 92
Аристотель в своей «Политике» передает ту же самую историю, но в его рассказе тираны меняются местами.

## Политика Фрасибула
Возможно, в его правление была централизована чеканка монеты. Тиран проводил активную внешнюю политику — было основано много колоний, что позволяло избавиться от политических противников, не прибегая к репрессиям; из сообщения Фронтина следует, что войско и флот Фрасибула проводили операции в районе Коринфского перешейка и овладели гаванью Сикиона, вероятно, оказывая помощь Периандру в войне с этим городом.
Предполагается, что внутренняя политика Фрасибула была компромиссной и учитывала интересы полиса. По свидетельству Диогена Лаэртского, близким другом тирана был знаменитый философ Фалес, первый из семи мудрецов, вероятно, также являвшийся его советником. Также предполагается, что Фрасибулу удалось сохранить власть до конца своих дней, поскольку Фалес на вопрос, что самого необычного он видел в жизни, ответил: «старика-тирана».

## Комментарии
1. ↑  На основании условной Геродотовской хронологии правления Мермнадов, соединенной с данными античных хронографов, эту войну примерно датируют 623—612 или 617—605 до н. э. (Ковалев П. В. Позиция Периандра Коринфского в территориальном споре за Сигей Архивная копия от 24 июля 2015 на Wayback Machine // Исседон. Т. II, 2003, с. 60)